# Sam Vokes
Sam Vokes, né le 21 octobre 1989 à Southampton (Angleterre), est un footballeur international gallois qui évolue au poste d'attaquant au Gillingham FC.

## Biographie

### Carrière en club

#### Bournemouth
Formé à Bournemouth, il signe professionnel, le 1er juillet 2006.

#### Wolverhampton Wanderers
Sam Vokes rejoint les Wolverhampton Wanderers en 2008. 
Plusieurs fois prêté, il ne s'impose pas au sein de l'effectif des Wolves. Le 24 mars 2011, il est prêté jusqu'à la fin de la saison à Norwich City mais il est rappelé par Wolverhampton après seulement 28 jours et 4 matchs joués. Quelques mois plus tard, lors de la saison suivante, il est prêté pour une durée de deux mois au club de Burnley, quelques jours seulement après un doublé inscrit en sélection galloise contre la Norvège.

#### Burnley FC
Le 31 juillet 2012, Vokes signe un contrat de trois ans en faveur de Burnley (D2 anglaise).
Vokes quitte Burnley en janvier 2019 après avoir inscrit 62 buts en 258 matchs.

#### Stoke City et après
Le 31 janvier 2019, il signe un contrat de trois ans et demi avec Stoke City.
Le 28 juillet 2021, il rejoint Wycombe Wanderers.

### Sélection nationale
Le 27 mai 2008, Vokes honore sa première sélection en A lors du match amical face à l'Islande (victoire 1-0). Il marque son premier but avec l'équipe galloise le 6 septembre suivant à l'occasion de la rencontre comptant pour les éliminatoires de la Coupe du monde 2010 face à l'Azerbaïdjan (1-0).
Le 1er juillet 2016, il marque le troisième but face à la Belgique (86e minute), en quart des finales de l'Euro 2016 en France.
Malgré un but marqué face à la Moldavie le 5 septembre 2016 lors des éliminatoires de la Coupe du monde 2018, Vokes et le Pays de Galles ne parviennent pas à se qualifier pour le Mondial en Russie.

## Statistiques
| Saison                | Club                          | Championnat           | Championnat | Championnat | Coupe nationale | Coupe nationale | Coupe de la Ligue | Coupe de la Ligue | Autres compétitions | Autres compétitions | Pays de Galles | Pays de Galles | Total | Total |
| Saison                | Club                          | Division              | M.          | B.          | M.              | B.              | M.                | B.                | M.                  | B.                  | M.             | B.             | M.    | B.    |
| 2006-2007             | AFC Bournemouth               | D3                    | 13          | 4           | 1               | 0               | -                 | -                 | -                   | -                   | -              | -              | 14    | 4     |
| 2007-2008             | AFC Bournemouth               | D3                    | 41          | 12          | 1               | 0               | 1                 | 0                 | 2                   | 0                   | -              | -              | 45    | 12    |
| Sous-total            | Sous-total                    | Sous-total            | 54          | 16          | 2               | 0               | 1                 | 0                 | 2                   | 0                   | -              | -              | 59    | 16    |
| 2007-2008             | Wolverhampton Wanderers       | Championship          | -           | -           | -               | -               | -                 | -                 | -                   | -                   | 3              | 0              | 3     | 0     |
| 2008-2009             | Wolverhampton Wanderers       | Championship          | 36          | 6           | 2               | 2               | 1                 | 0                 | -                   | -                   | 8              | 1              | 47    | 9     |
| 2009-2010             | Wolverhampton Wanderers       | Premier League        | 5           | 0           | 3               | 0               | 1                 | 0                 | -                   | -                   | 3              | 1              | 12    | 1     |
| 2010-2011             | Wolverhampton Wanderers       | Premier League        | 2           | 0           | 2               | 0               | -                 | -                 | -                   | -                   | 2              | 0              | 6     | 0     |
| 2011-2012             | Wolverhampton Wanderers       | Premier League        | 4           | 0           | -               | -               | 3                 | 1                 | -                   | -                   | 2              | 2              | 9     | 3     |
| Sous-total            | Sous-total                    | Sous-total            | 47          | 6           | 7               | 2               | 5                 | 1                 | -                   | -                   | 17             | 4              | 76    | 13    |
| 2009-2010             | Leeds United (prêt)           | D3                    | 8           | 1           | -               | -               | -                 | -                 | 2                   | 0                   | 1              | 0              | 11    | 1     |
| Sous-total            | Sous-total                    | Sous-total            | 8           | 1           | -               | -               | -                 | -                 | 2                   | 0                   | 1              | 0              | 11    | 1     |
| 2010-2011             | Bristol City (prêt)           | Championship          | 1           | 0           | -               | -               | -                 | -                 | -                   | -                   | -              | -              | 1     | 0     |
| Sous-total            | Sous-total                    | Sous-total            | 1           | 0           | -               | -               | -                 | -                 | -                   | -                   | -              | -              | 1     | 0     |
| 2010-2011             | Sheffield United (prêt)       | Championship          | 6           | 1           | -               | -               | -                 | -                 | -                   | -                   | -              | -              | 6     | 1     |
| Sous-total            | Sous-total                    | Sous-total            | 6           | 1           | -               | -               | -                 | -                 | -                   | -                   | -              | -              | 6     | 1     |
| 2010-2011             | Norwich City (prêt)           | Championship          | 4           | 1           | -               | -               | -                 | -                 | -                   | -                   | -              | -              | 4     | 1     |
| Sous-total            | Sous-total                    | Sous-total            | 4           | 1           | -               | -               | -                 | -                 | -                   | -                   | -              | -              | 4     | 1     |
| 2011-2012             | Burnley FC (prêt)             | Championship          | 9           | 2           | -               | -               | -                 | -                 | -                   | -                   | -              | -              | 9     | 2     |
| Sous-total            | Sous-total                    | Sous-total            | 9           | 2           | -               | -               | -                 | -                 | -                   | -                   | -              | -              | 9     | 2     |
| 2011-2012             | Brighton & Hove Albion (prêt) | Championship          | 14          | 3           | 1               | 0               | -                 | -                 | -                   | -                   | 1              | 0              | 16    | 3     |
| Sous-total            | Sous-total                    | Sous-total            | 14          | 3           | 1               | 0               | -                 | -                 | -                   | -                   | 1              | 0              | 16    | 3     |
| 2012-2013             | Burnley FC                    | Championship          | 46          | 4           | 1               | 0               | 2                 | 0                 | -                   | -                   | 4              | 1              | 53    | 5     |
| 2013-2014             | Burnley FC                    | Championship          | 39          | 20          | 1               | 1               | 4                 | 0                 | -                   | -                   | 6              | 1              | 50    | 22    |
| 2014-2015             | Burnley FC                    | Premier League        | 15          | 0           | 2               | 1               | -                 | -                 | -                   | -                   | 2              | 0              | 19    | 1     |
| Sous-total            | Sous-total                    | Sous-total            | 100         | 24          | 4               | 2               | 6                 | 0                 | -                   | -                   | 12             | 2              | 122   | 28    |
| Total sur la carrière | Total sur la carrière         | Total sur la carrière | 243         | 54          | 14              | 4               | 12                | 1                 | 4                   | 0                   | 32             | 6              | 305   | 65    |

## Palmarès

### En club
- Wolverhampton Wanderers
  - Champion d'Angleterre de D2 en 2009.
- Burnley FC
  - Champion d'Angleterre de D2 en 2016.